# 49-я гвардейская танковая бригада
49-я гвардейская танковая Вапнярско-Варшавская ордена Ленина Краснознамённая орденов Суворова и Кутузова бригада.
— танковая бригада РККА времён Великой Отечественной войны. Создана путём преобразования 107-й танковой бригады в гвардейскую.

## История
В июне 1942 года в городе Воронеж сформирована 107-я танковая бригада. 
Боевой путь начала 16 июня 1942 на Брянском фронте в 16-м танковом корпусе, который 20 ноября 1944 года был преобразован в 12-й гвардейский танковый корпус. В составе этого корпуса бригада действовала на разных фронтах до конца войны.
15 марта способствовала освобождению мощного узла обороны немецко-фашистских войск — станции и г. Вапнярка, за что бригаде присвоено наименование «Вапнярская».
Награждена орденом Красного Знамени (8 апреля). Награждена орденом Кутузова 2-й степени (9 августа).
С 12 августа 1944 до конца войны действовала в составе войск 1-го Белорусского фронта (в 8-й гвардейской, 2-й гвардейской танковой, 61-й и снова во 2-й гвардейской танковой армии). За высокое воинское мастерство, мужество и героизм, проявленные личным составом в боях с немецко-фашистскими захватчиками, преобразована в 49-ю гвардейскую танковую бригаду (1 декабря 1944 года).
За успешное выполнение боевых задач при освобождении г. Варшава ей было присвоено почётное наименование «Варшавская» (19 февраля 1945).
Успешно действовала бригада в составе 2-й гвардейской танковой армии в Берлинской наступательной операции 1945 года.
За образцовые боевые действия восточнее г. Штаргард (Старгард-Щециньски) была награждена орденом Суворова 2-й степени (26 апреля), а за отличия в боях за Берлин — орденом Ленина (11 июня 1945).

## Полное название
49-я гвардейская танковая Вапнярско-Варшавская ордена Ленина Краснознамённая орденов Суворова и Кутузова бригада

## Состав
- 20 ноября 1944 г. переформирована в гвардейскую по штатам № 010/500-010/506:
- Управление бригады (штат № 010/500)
- 1-й отдельный танковый батальон (штат № 010/501)
- 2-й отдельный танковый батальон (штат № 010/501)
- 3-й отдельный танковый батальон (штат № 010/501)
- Моторизованный батальон автоматчиков (штат № 010/502)
- Зенитно-пулемётная рота (штат № 010/503)
- Рота управления (штат № 010/504)
- Рота технического обеспечения (штат № 010/505)
- Медсанвзвод (штат № 010/506)

## Подчинение
Период вхождения 49-й гвардейской танковой бригады в Действующую армию: с 05.06.1942 по 9.05.1945.
Входила в состав 12-го гвардейского танкового корпуса 8-й гвардейской армии и 2-й гвардейской танковой армии 1-го Белорусского фронта

## Командование
- Командиры бригады
- 20.11.1944 — 10.06.1945	Абрамов Тихон Порфирьевич, гвардии полковник
- Заместитель командира бригады по строевой части
- на 07.44	Митин Фёдор Яковлевич, гвардии майор
- Макаров, Василий Иосифович, гвардии подполковник (погиб 20.04.1945)
- Заместитель командира бригады по технической части
- 09.1944 Кулаков Михаил Константинович, гвардии подполковник
- 1945 Ипполитов Евгений Васильевич, майор
- Начальники штаба бригады
- 01.12.1944 — 00.01.1945	Корсуков Василий Иванович, майор
- 00.01.1945 — 05.04.1945	Андреев Яков Андреевич, подполковник
- 05.04.1945 — 10.06.1945	Корешков Алексей Иванович, майор

- Начальник политотдела (с июня 1943 г. он же заместитель командира по политической части)
- 20.11.1944 — 31.01.1945	Цыган Дмитрий Иосифович, полковник
- 31.01.1945 — 22.03.1945	Цыбулевский Борис Маркович, полковник
- 22.03.1945 — 16.07.1945	Цыган Дмитрий Иосифович, полковник

## Отличившиеся воины бригады
| Награда | Ф. И.О                         | Звание                    | Должность                                             | Дата награждения           | Примечания                       |
| ------- | ------------------------------ | ------------------------- | ----------------------------------------------------- | -------------------------- | -------------------------------- |
|         | Абрамов, Тихон Порфирьевич     | гвардии подполковник      | командир бригады                                      |                            |                                  |
|         | Аматуни, Ашот Апетович         | гвардии лейтенант         | командир роты                                         |                            |                                  |
|         | Безменов, Василий Иванович     | гвардии старшина          | механик водитель танка                                |                            |                                  |
|         | Бенке, Виктор Владимирович     | гвардии старший лейтенант | командир взвода                                       | Звание присвоено посмертно | Погиб в бою 21 февраля 1945 года |
|         | Бондарев, Иван Иванович        | гвардии старший сержант   | механик-водитель танка.                               |                            | Погиб в бою 4 марта 1945 года    |
|         | Гладуш, Фёдор Филиппович       | гвардии капитан           | заместитель командира батальона                       |                            |                                  |
|         | Гранкин, Иван Иванович         | гвардии старший лейтенант | командир взвода 2 танкового батальона                 |                            |                                  |
|         | Дарбинян, Ншан Авакович        | гвардии старший сержант   | механик-водитель танка                                |                            |                                  |
|         | Жегалов, Леонид Васильевич     | гвардии майор             | командир танкового батальона                          |                            |                                  |
|         | Заикин, Василий Александрович  | гвардии лейтенант         | командир взвода 2 танкового батальона                 |                            |                                  |
|         | Кульбякин, Алексей Николаевич  | гвардии майор             | командир 3 танкового батальона                        |                            | Погиб в бою 21 февраля 1945 года |
|         | Лапшин, Павел Иванович         | гвардии младший лейтенант | командир роты                                         |                            |                                  |
|         | Лозовский, Виктор Изотович     | гвардии старшина          | командир орудия танка                                 |                            |                                  |
|         | Люлин, Павлин Алексеевич       | гвардии сержант           | механик-водитель танка                                |                            |                                  |
|         | Матвеев, Олег Петрович         | гвардии лейтенант         | командир танка.                                       |                            | Погиб в бою 5 февраля 1945 года  |
|         | Мацапура, Сергей Степанович    | гвардии старшина          | механик-водитель танка                                |                            |                                  |
|         | Михеев, Павел Антонович        | гвардии младший лейтенант | командир танкового взвода                             |                            |                                  |
|         | Павлов, Василий Васильевич     | гвардии капитан           | командир батальона                                    |                            | Погиб в бою 1 марта 1945 года    |
|         | Пермяков, Владимир Васильевич  | гвардии сержант           | механик-водитель танка                                |                            |                                  |
|         | Пилипенко, Яков Павлович       | гвардии лейтенант         | командир танка 3 танкового батальона                  |                            |                                  |
|         | Погорелов, Семён Алексеевич    | гвардии лейтенант         | командир танка                                        |                            | Погиб в бою 21 февраля 1945 года |
|         | Сорокин, Василий Андреевич     | гвардии капитан           | командир танковой роты                                |                            |                                  |
|         | Тиньков, Николай Сергеевич     | гвардии капитан           | заместитель командира батальона по политической части |                            |                                  |
|         | Фетисов, Анатолий Митрофанович | гвардии старшина          | командир орудия танка                                 |                            |                                  |
|         | Фомин, Иван Николаевич         | гвардии старшина          | механик-водитель танка                                |                            |                                  |
|         | Чернов, Василий Иванович       | гвардии младший лейтенант | командир танка                                        |                            | Погиб в бою 13 марта 1945 года   |
|         | Шиндиков, Николай Фомич        | гвардии сержант           | механик-водитель танка                                |                            | Погиб в бою 28 февраля 1945 года |
|         | Шумилов, Анатолий Иванович     | гвардии лейтенант         | командир роты                                         |                            |                                  |

## Награды и наименования
| Награда, наименование     | Дата                 | За что получена |
| ------------------------- | -------------------- | --- |
| «Вапнярская»              | 19 марта 1944 года   | Почётное наименование присвоено в ознаменование одержанной победы и за отличие в боях за освобождение Вапнярки. Приказ Верховного Главнокомандующего № 062 от 19 марта 1944 года. По наследству от 107 тбр. |
| Орден Красного Знамени    | 8 апреля 1944 года   | За образцовое выполнение заданий командования при форсировании Днестра, овладении городом и важным железнодорожным узлом Бельцы, выход на государственную границу и проявленные при этом доблесть и мужество. По наследству от 107 тбр. |
| орден Кутузова II степени | 26.04.1945           | За образцовое выполнение заданий командования в боях с немецкими захватчиками при прорыве обороны немцев восточнее города Штаргард и овладении городами Бервальде, Темпельбург, Фалькенбург, Драмбург, Вангерин, Лабес, Фрайенвальде, Шифельбайн, Регенвальде, Керлин и проявленные при этом доблесть и мужество. Указ Президиума Верховного Совета СССР от 26.04.1945. |
| «Гвардейская»             | 1 декабря 1944 года  | За образцовое выполнение боевых заданий командования на фронте борьбы с немецкими захватчиками и проявленные при этом доблесть и мужество. |
| «Варшавская»              | 19 февраля 1945 года | Почётное наименование присвоено в ознаменование одержанной победы и за отличие в боях при овладении городом Варшава.Приказ Верховного Главнокомандующего № 010 от 19 февраля 1945 года. |
| орден Суворова II степени | 9 августа 1944 года  | За образцовое выполнение заданий командования в боях с немецкими захватчиками, за овладение городом Демблин и проявленные при этом доблесть и мужество. Указ Президиума ВС СССР от 09.08.1944. По наследству от 107 тбр. |
| Орден Ленина              | 11 июня 1945 года    | За образцовое выполнение заданий командования в боях с немецкими захватчиками при овладении столицей Германии городом Берлин и проявленные при этом доблесть и мужество. Указ Президиума Верховного Совета СССР от 11 июня 1945 года. |